# Matta öga, trötta sinne
Matta öga, trötta sinne är en kristen psalm. Texten är skriven av Per Olof Nyström.

## Publicerad i
- 1819 års psalmbok, som nummer 475 under rubriken "Med avseende på de yttersta tingen: En trogen själs glädje att skiljas hädan".